# Roy Bernardi
Pour les articles homonymes, voir Bernardi.
 (février 2022).
Roy Albert Bernardi, né le 14 octobre 1942, est un homme politique des États-Unis d'Amérique, membre du parti républicain. Secrétaire adjoint à l'habitat et au développement urbain du 24 juin 2004 au 20 janvier 2009 ; il est le maire de Syracuse, État de New York du 3 juin 1994 au 10 juillet 2001. 
Du 19 avril au 4 juin 2008, il assure l'interim de la fonction de secrétaire à l'habitat et au développement urbain, après la démission du titulaire en titre, Alphonso Jackson.